# 二ッ森山 (岐阜県)
二ッ森山（ふたつもりやま）は、岐阜県中津川市 と加茂郡白川町とにまたがる標高1,223.5 mの山。美濃三河高原の二ッ森山地の主峰。

## 概要
付知川の右岸に位置し、二ッ森山地の主峰。古記録では「二ッ盛山」と表記されている。東峰と西峰からなり、東から望むと 双耳峰であることが山名の由来。本峰の西峰には二等三角点（点名が「二ッ森」、標高1,223.49 m）が設置されている。東峰は「東森山」と呼ばれている。三角点の標石は、山頂の巨石に埋め込まれている。山麓には南北朝時代の史跡が多い。岐阜県山岳連盟により、ぎふ百山の一つに選定されている。山域はヒノキの植林地として利用されている。ベニドウダンが分布し、山頂のトチ、クヌギ、イタヤカエデ、ブナなどの大木も多い。山頂の南西約1 km（標高1，100 m）にミズナラの巨木（やや傾斜地に生育していて、幹周6．9 m、樹高25 m）があり、1967年（昭和42年）6月14日に『薬研洞の大ナラ』（やけんぼらのおおなら）として、岐阜県の天然記念物の指定を受けている。東山腹の二ツ森林道沿線に自生する『ハナノキ（二ツ森）』が、1983年（昭和48年）11月3日に旧福岡町の天然記念物の指定を受け、中津川市の天然記念物を受けている。平成13-17年度にかけて、森林居住環境事業（林業地域総合整備事業）の一つとして、北東面の二ッ森山林道の周辺（7合目付近）に二ッ森フォレストパーク（児童公園）と遊歩道が整備された。

## 氷餅の池
山頂の北東約300 mの登山道付近に「氷餅の池」があり、1973年（昭和48年）11月3日に恵那郡福岡町の史跡に指定され、その後中津川市の史跡に指定されている。1723年（享保8年）に苗木藩6代領主遠山友将が、氷餅の製造場所を高峰山から本山への移転を命じた。百姓204人により、山道作り、小屋かけ、井戸掘りを行い、2日間でこの池を完成したと伝えられている。

## 登山

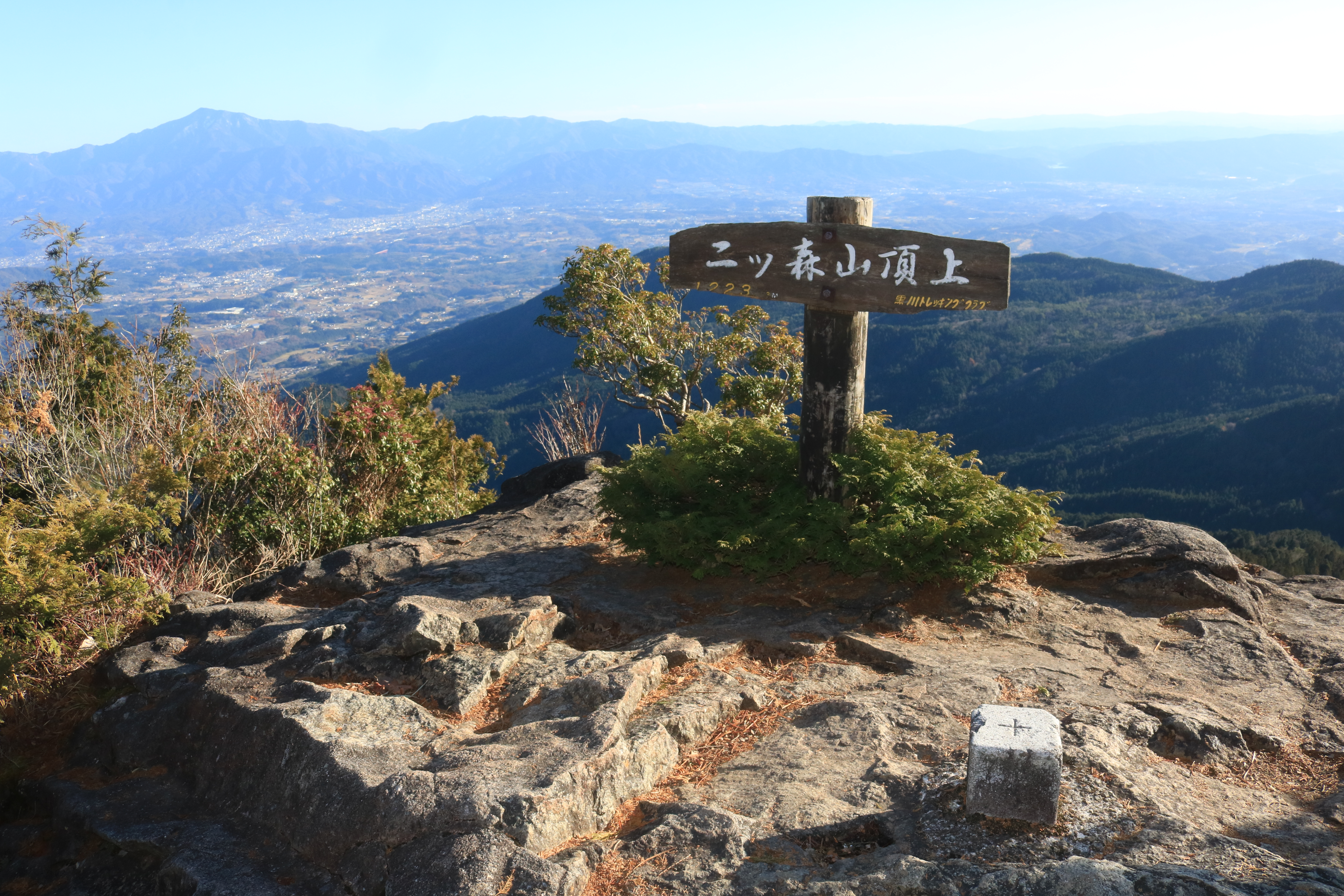
山頂の巨石には三角点の標石が埋め込まれ、南側の展望が良好

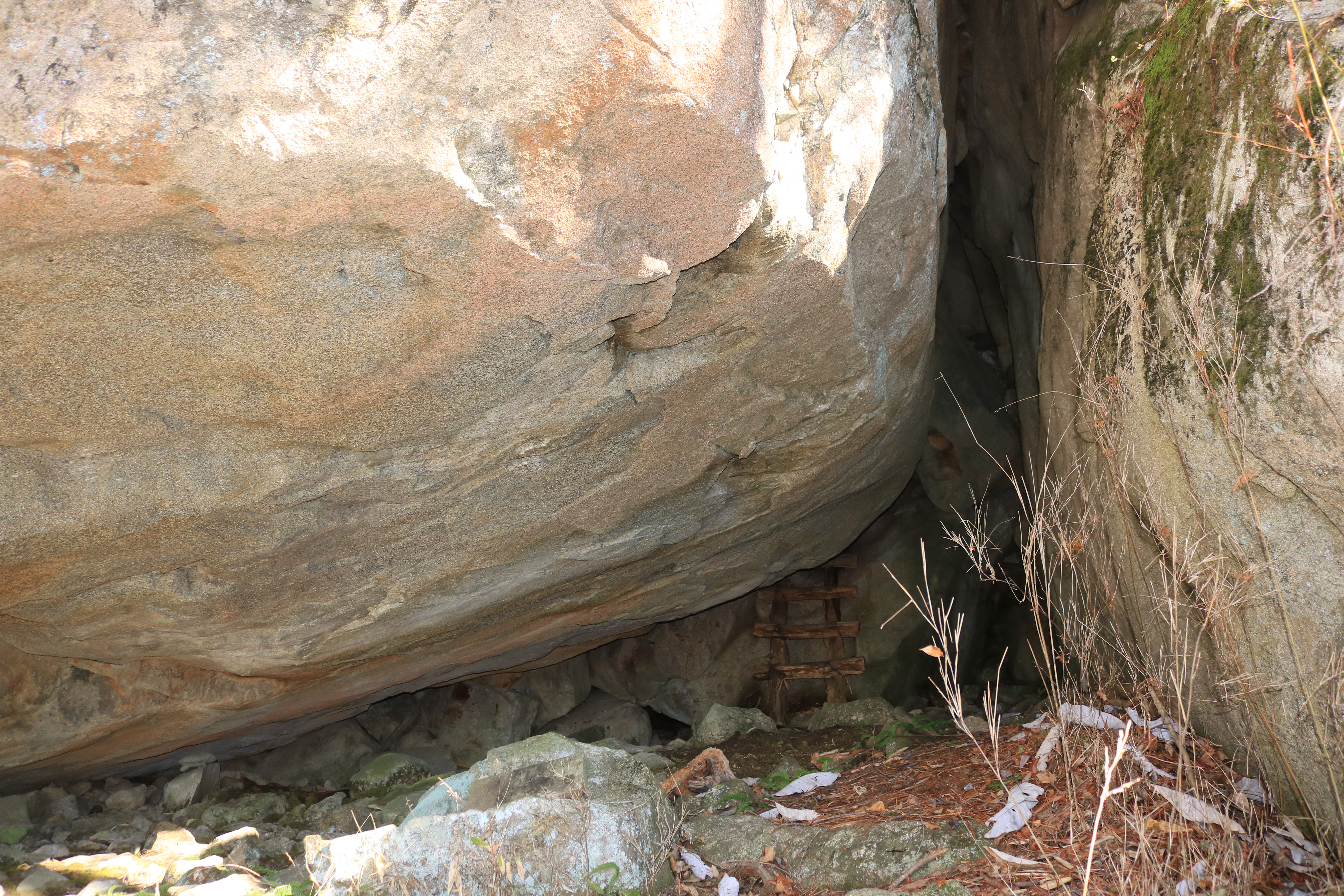
北西の中腹にあるコウモリ岩

日帰り登山の対象となる山。代表的な登山道である切越峠からの登山ルート（無雪期・天候良好時）が、岐阜県による「岐阜県　山のグレーディング」で、技術的難易度が「ランクA/(A-E)」（低い）、体力度が「2/1-10」（小程度、日帰りが可能）とされている。山頂の北側には休憩所となる東屋とモニュメント が設置されていて、御嶽山、中央アルプス、南アルプスなどが望める。山頂の巨石は展望台となっていて、恵那山や笠置山などを望むことができる。二ッ森山林道より少し上部の林道の福岡側登山口には、トイレ、水場と駐車場 が設置されている。東森山の山頂直下には東屋が設置されている。北尾根上の標高点1,160 mのピークには、「福岡町天然記念物ダナのシャクナゲ群生地」の標示がある。主な登山ルートを以下に示す。
- 切越峠 - （北尾根） - 標高点1,160 mのピーク - コウモリへの岩分岐 - 大ナラへの分岐 - 二ッ森山[3][6][9]
- 二ッ森山林道（福岡側登山口） - 東峰と西峰との鞍部 - 二ッ森山[3]
- 切越峠 - （岐阜県道70号白川福岡線） - 奥新田林道 - コウモリ岩の入口 - コウモリ岩 - コウモリ岩への分岐 - 大ナラへの分岐 - 二ッ森山[16]
- 切越峠 - （岐阜県道70号白川福岡線） - 奥新田林道 - 大ナラ登山口 - 大ナラ - 大ナラへの分岐 - 二ッ森山[16]

## 地理
東濃の恵那峡の北側に位置する。

### 周辺の山
御嶽山の南南東36.4 km、恵那山の北西22.8 kmに位置する。周辺の主要な山を下表に示す。
| 山容                                                                   | 山名     | 標高(m)  | 三角点等級 基準点名         | 二ッ森山からの 方角と距離(km) | 備考                  |
| ---------------------------------------------------------------------- | -------- | -------- | --------------------------- | ----------------------------- | --------------------- |
| 二ッ森山から望む御嶽山（2017年3月11日撮影）                            | 御嶽山   | 3,067    | 一等 「御岳山」（3,063.61） | 北北西 36.4                   | 日本百名山 ぎふ百山   |
| 二ッ森山から望む阿寺山地の奥三界岳（2017年12月3日撮影）                | 奥三界岳 | 1,810.69 | 三等 「奥三階」             | 北東 15.6                     | 日本三百名山 ぎふ百山 |
| 笠置山から望む二ッ森山と遠景の阿寺山地、山麓に棚田（2017年3月4日撮影） | 二ッ森山 | 1,223.49 | 二等 「二ツ森」             | 0                             | ぎふ百山              |
| 苗木城址から望む岩山、右奥に二ッ森山（2017年3月11日撮影）              | 岩山     | 923.31   | 三等 「岩山」               | 南南東 2.8                    | 続ぎふ百山            |
| 二ツ森山から望む笠置山、右奥に伊勢湾（2017年12月3日撮影）              | 笠置山   | 1,127.97 | 二等 「御笠置」             | 南西 8.3                      | ぎふ百山              |
| 二ッ森山から望む恵那山（2017年3月11日撮影）                            | 恵那山   | 2,191    | 一等 「恵那山」（2,190.28） | 南東 22.8                     | 日本百名山 ぎふ百山   |

### 源流の河川
以下の木曽川水系の河川の源流となる山で、伊勢湾へ流れる。
- 柏原川など - 付知川の支流
- 和田川
- 鱒淵川 - 黒川（白川の支流）の支流

### 周辺の峠
周辺の峠を以下に示す。

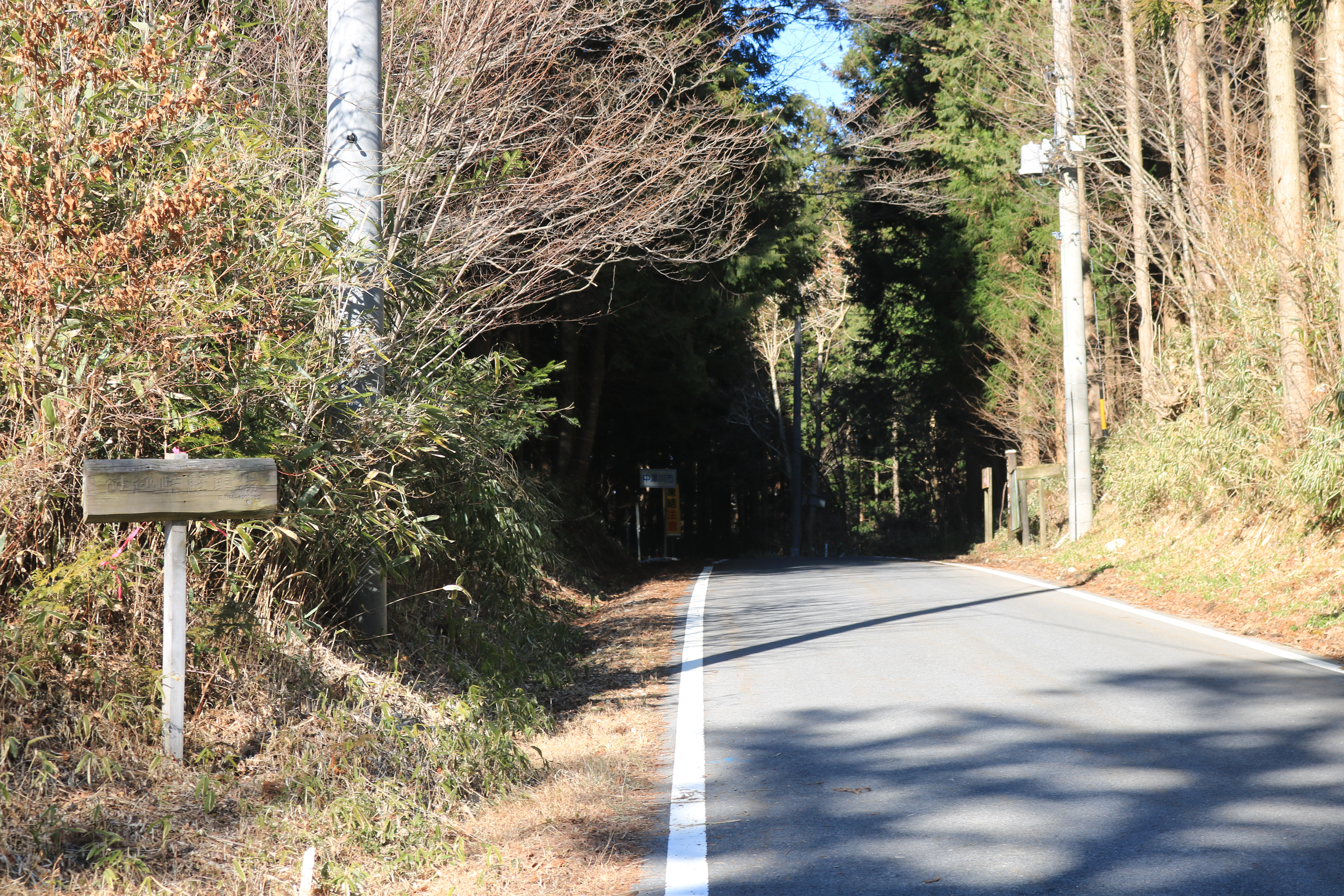
岐阜県道70号白川福岡線の切越峠に北尾根ルートの登山口がある。

- 切越峠 - 標高約880 m。山頂から北側に延びる尾根上にある高時山（標高1,085.7　m）との鞍部。山頂の北北西2.2 kmに位置し、岐阜県道70号白川福岡線が通る。
- 遠ヶ根峠 - 標高797 m。山頂から西側に延びる尾根上にある鞍部。山頂の西3.8 kmに位置し、岐阜県道72号恵那蛭川東白川線が通る。

### 交通・アクセス
北山麓に岐阜県道70号白川福岡線、山域の西側に岐阜県道72号恵那蛭川東白川線、山域の東側に国道257号が通る。水土保全機能強化総合モデル事業の一環として、東山腹を巻く二ッ森林道が敷設されている。切越峠には登山者用の駐車場がある。西山腹に岐阜県道70号白川福岡線から奥新田林道が敷設されている。
- 東海旅客鉄道（JR東海）中央本線中津川駅の北西12 kmに位置する[4]。
- 中央自動車道中津川インターチェンジの北西13 kmに位置する[2]。

## 二ッ森山の風景
北西側の白川町黒川の岐阜県道70号白川福岡線沿いからは本山を望むことができる。東側の中津川市の山麓からは、双耳峰の山容が望める。

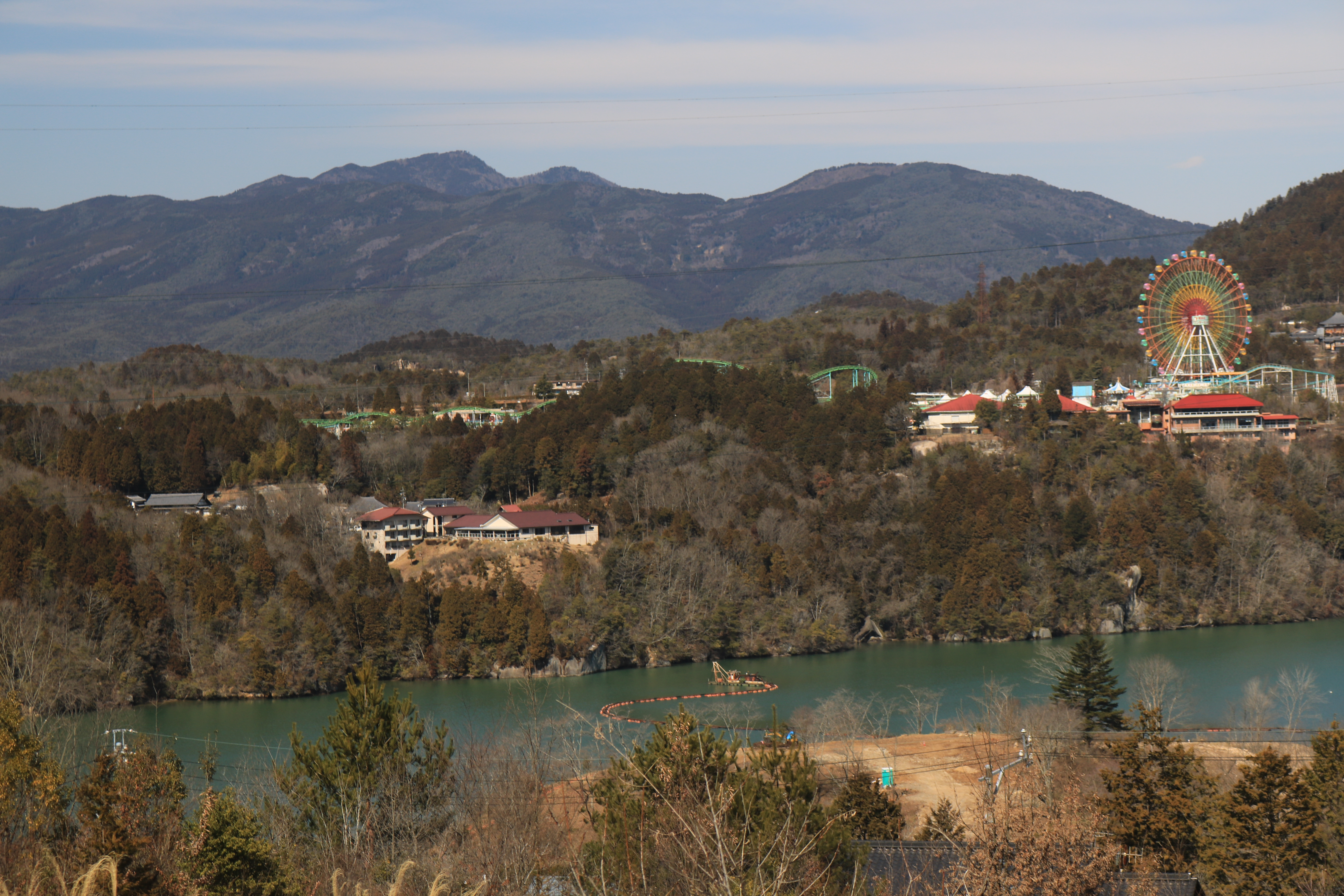
南側から望む恵那峡ワンダーランド、二ッ森山（左奥）と岩山（右奥）
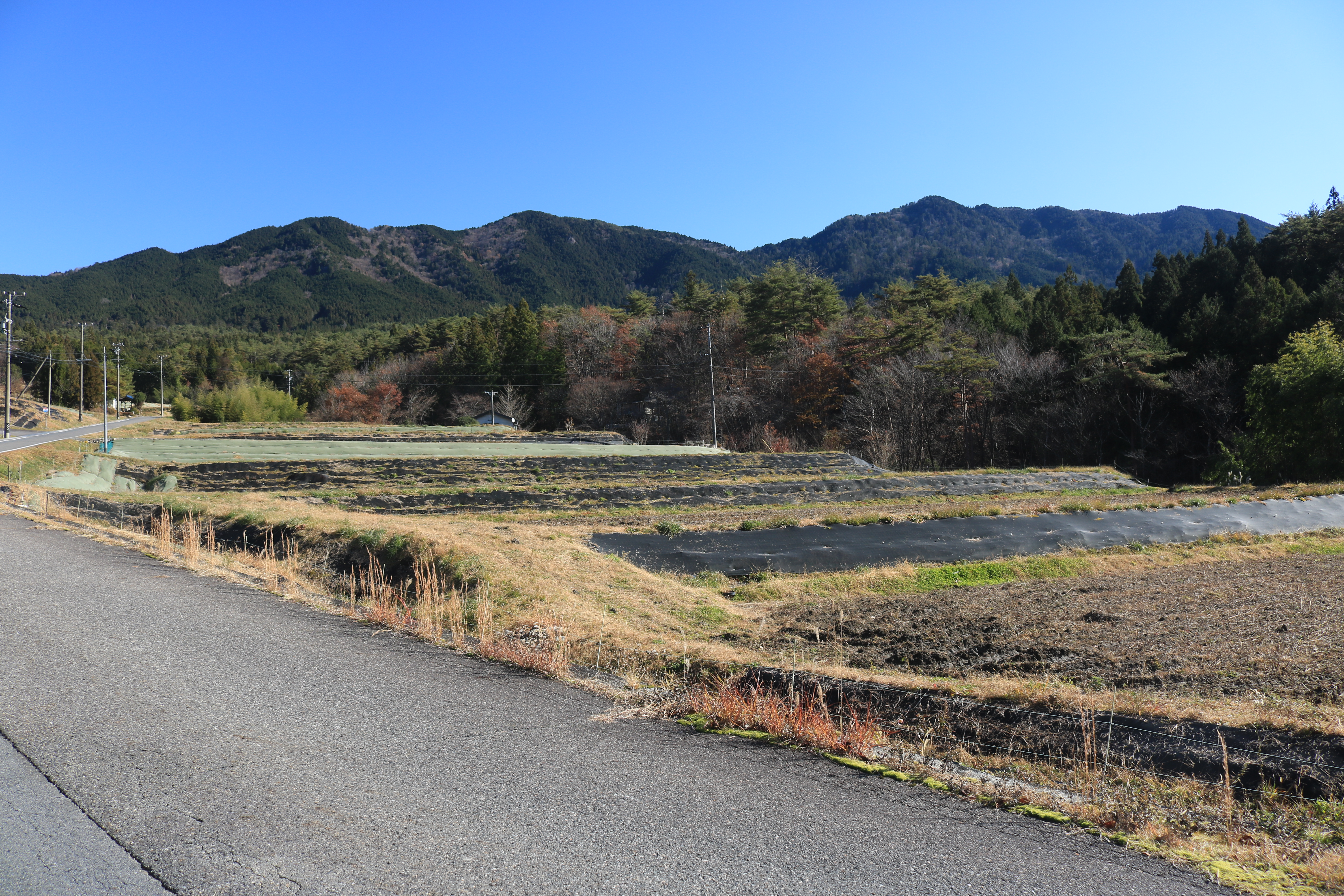
西方の加茂郡白川町側の岐阜県道70号白川福岡線から望む二ッ森山
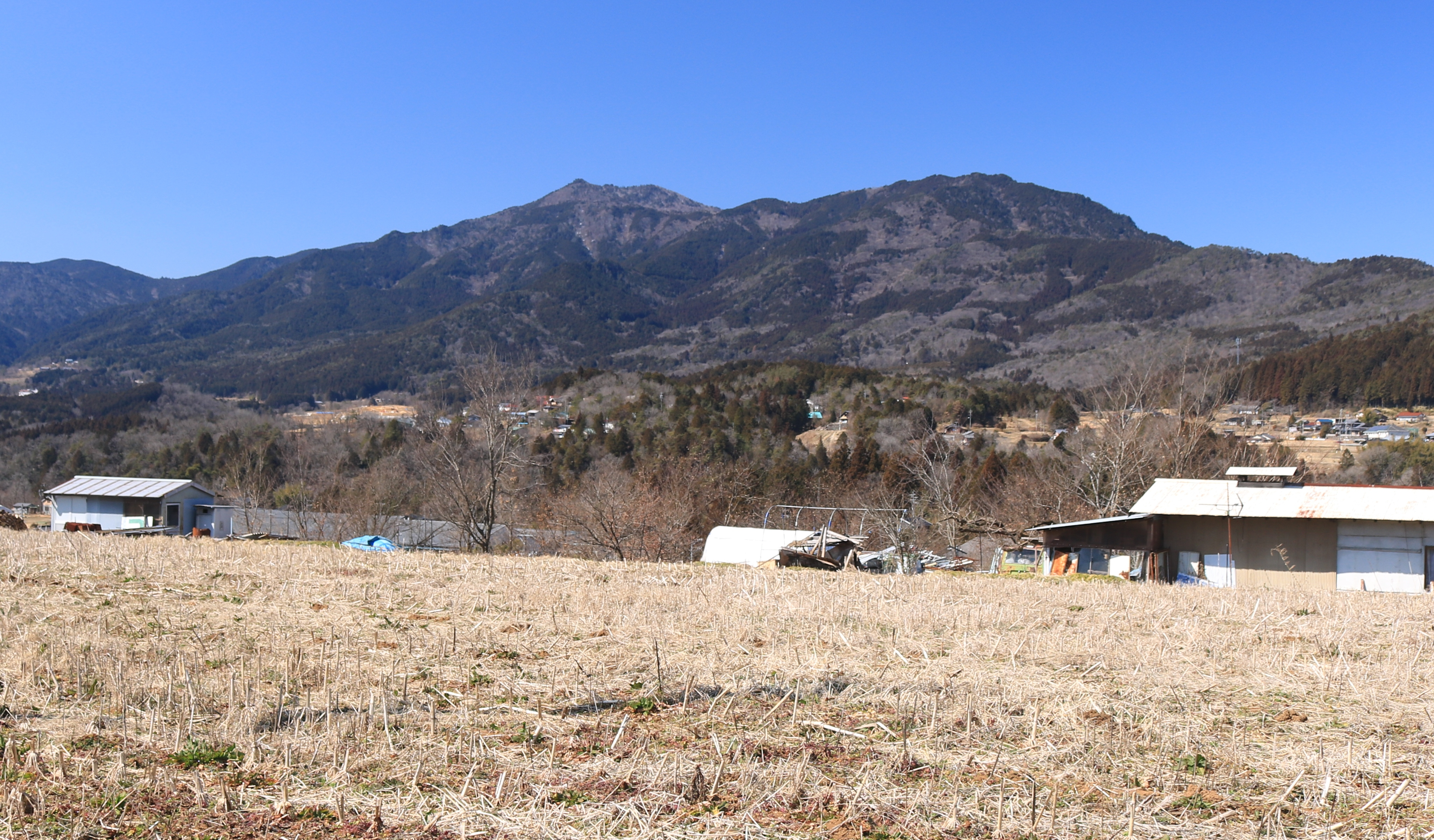
東方の中津川市側から望む二ッ森山
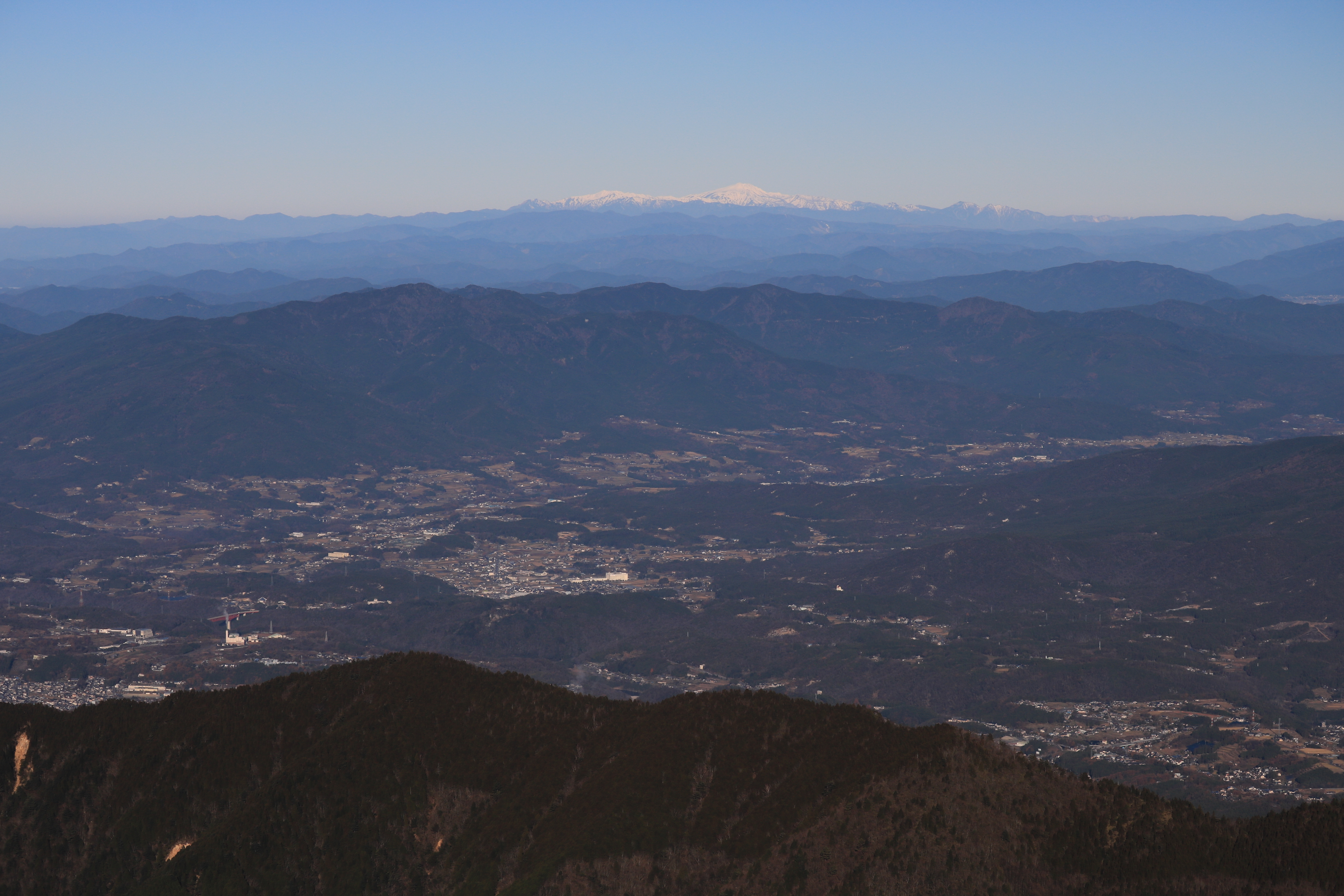
南東側の恵那山から望む二ッ森山と遠景の両白山地

## 二ッ森山からの眺望
ウィキメディア・コモンズには、二ッ森山から眺望に関するカテゴリがあります。

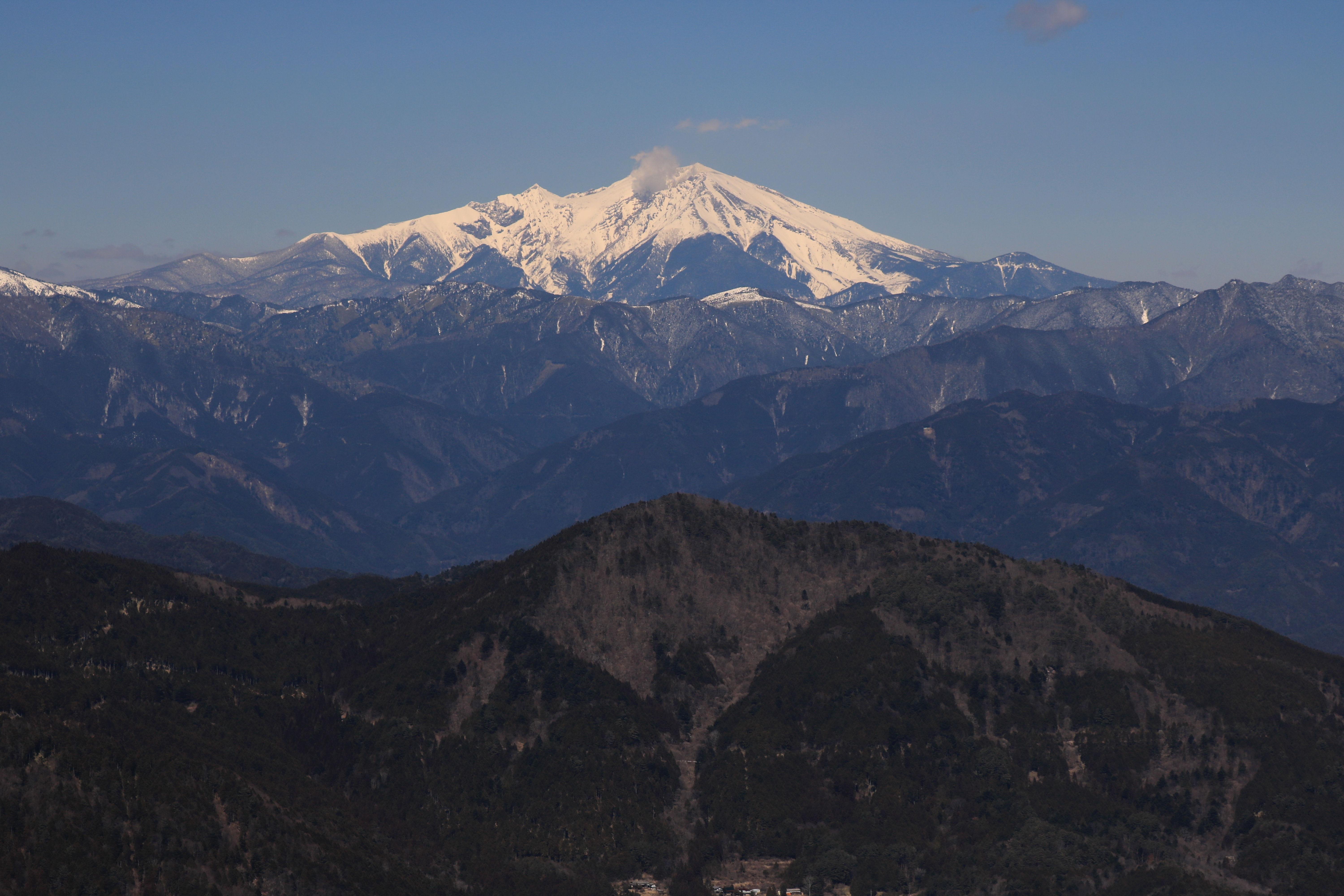
北北西側に御嶽山
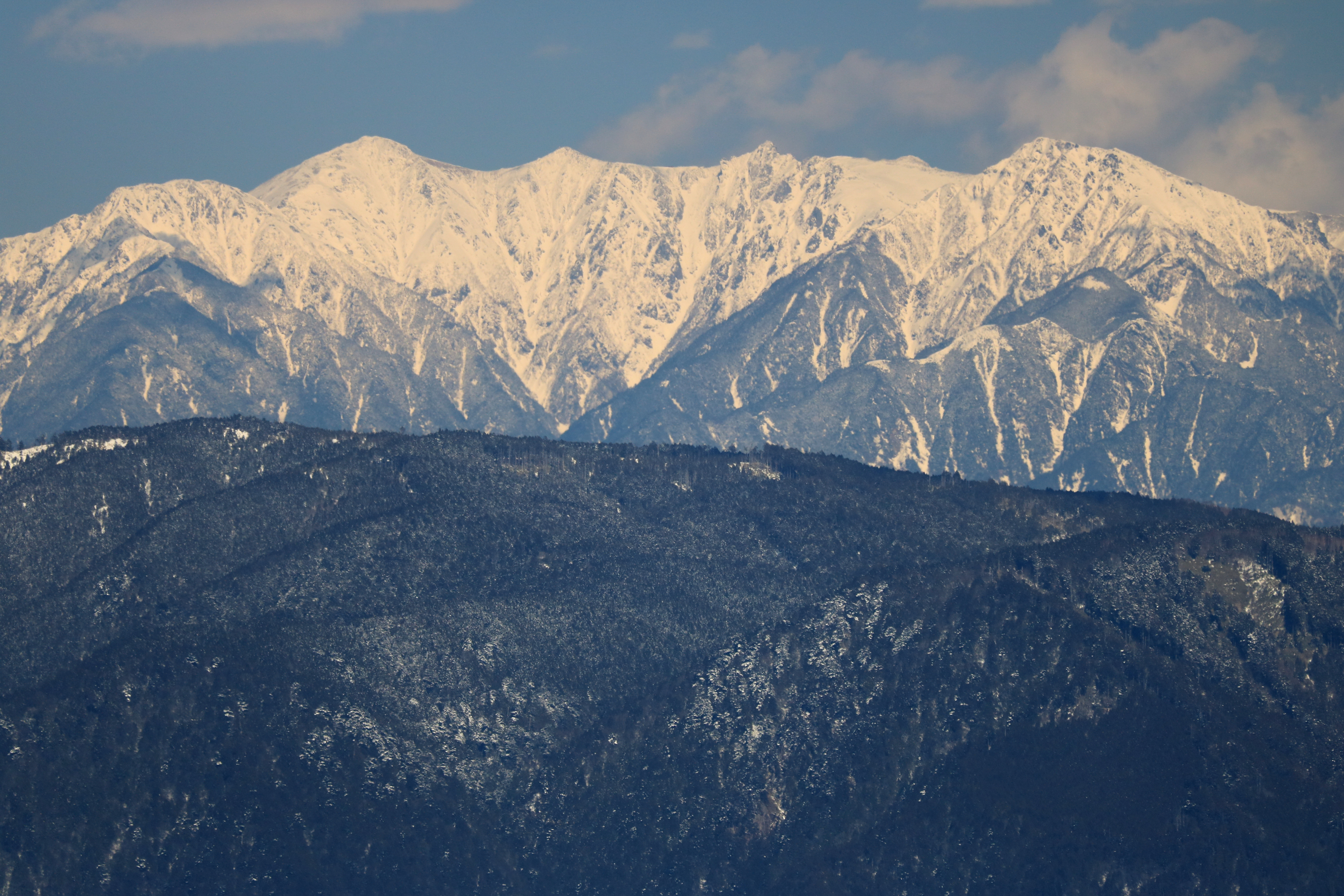
北東側に中央アルプスの木曽駒ヶ岳
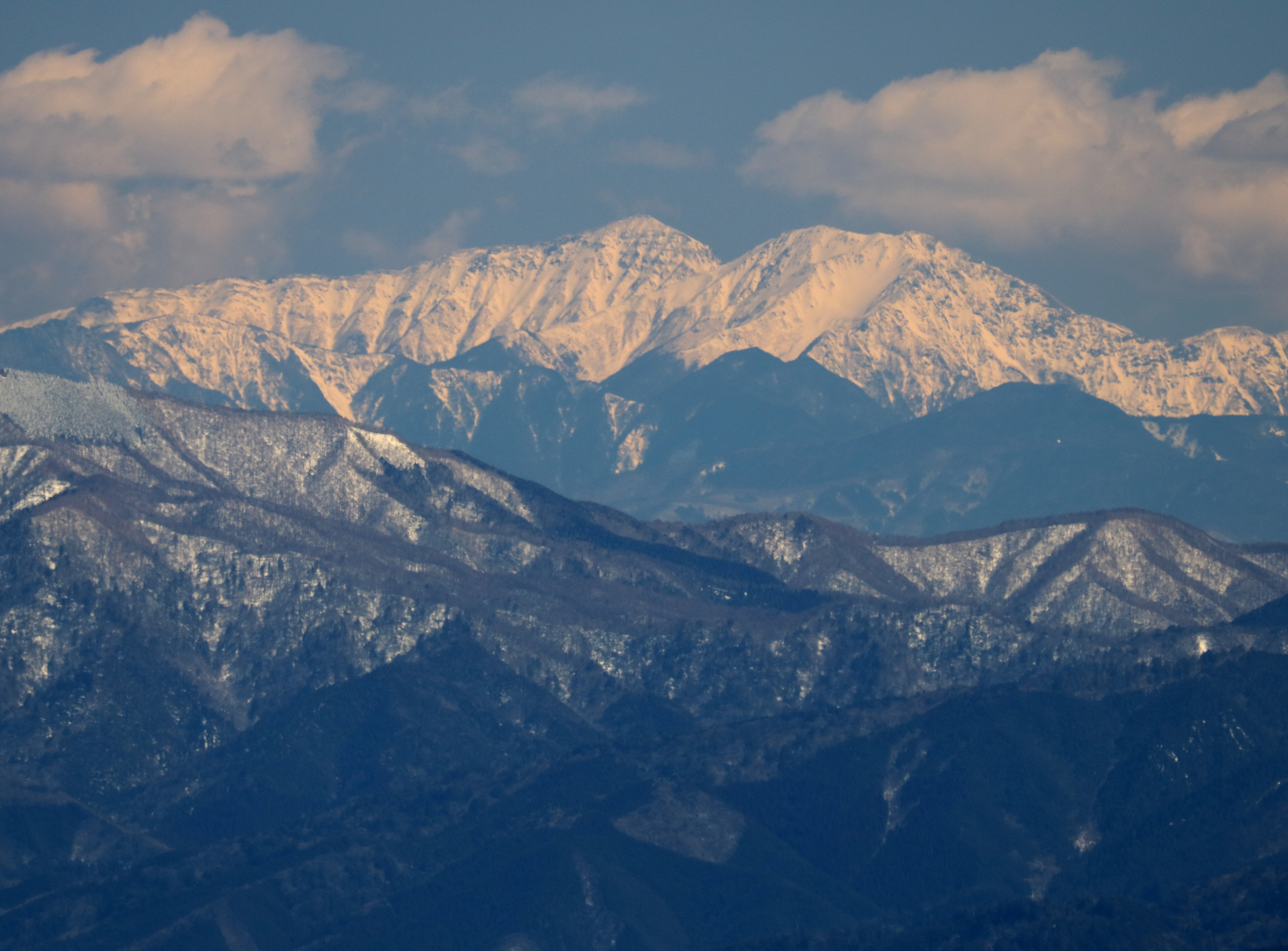
東側に南アルプスの荒川三山
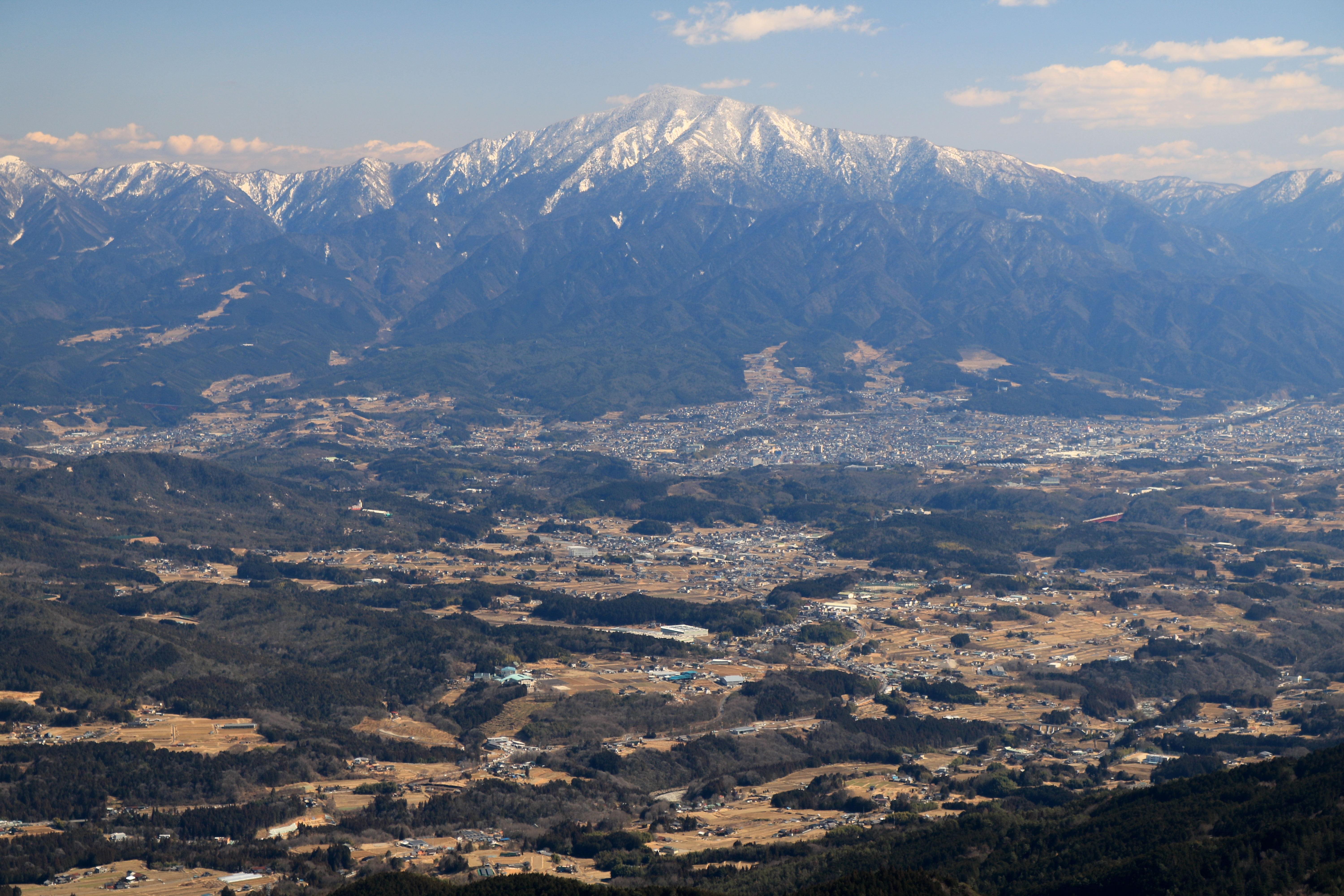
南東側に恵那山と山麓の中津川市の中心市街地